# Aerosegovia
Aerosegovia fue una aerolínea chárter con sede en Managua, Nicaragua que se formó con la asistencia de Aero Caribbean en 1994. La aerolínea dejó de operar en marzo de 2003, luego de que Aeronáutica Civil de Nicaragua revocara la licencia de operación por falta de repuestos y otras irregularidades.

## Antiguos destinos
Aerosegovia volaba a los siguientes destinos:
| Países    | Destinos       | Aeropuertos                                 | Años de operación | Notas     |
| --------- | -------------- | ------------------------------------------- | ----------------- | --------- |
| Nicaragua | Bluefields     | Aeropuerto de Bluefields                    | 1994-2003         |           |
| Nicaragua | Corn Island    | Aeropuerto de Corn Island                   | 1994-2003         |           |
| Nicaragua | Managua        | Aeropuerto Internacional Augusto C. Sandino | 1994-2003         | HUB       |
| Nicaragua | Puerto Cabezas | Aeropuerto Puerto Cabezas                   | 1994-2003         |           |
| Honduras  | Tegucigalpa    | Aeropuerto Internacional Toncontín          | 1999              |           |
| Cuba      | La Habana      | Aeropuerto Internacional José Martí         | 1999              | (vía TGU) |

## Antigua flota
| Aeronave      | Número | Introducido | Retirado | Matrículas |
| ------------- | ------ | ----------- | -------- | ---------- |
| Antonov An-24 | 1      | 2002        | 2003     | YN-CGD     |
| Antonov An-26 | 1      | 2002        | 2003     | YN-CGC     |
| Antonov An-32 | 1      | 2002        | 2003     | YN-CBV     |